# Granat kulkowy
Granat kulkowy – typ granatu odłamkowego.
W granacie kulki wykonane z metalu spełniają rolę odłamków. Kulki posiadają masę, która jest porównywalna z masą  tzw. odłamków skutecznych. Wtapia się je w skorupę, którą wykonuje się ze stopów metali (najczęściej aluminiowych) oraz tworzyw sztucznych. Podczas wybuchu ładunku zostaje rozerwany granat i uwalniane są kulki, które po rozpędzeniu energią wybuchu z dużą prędkością lecą w różnych kierunkach, rażąc cele napotkane na swojej drodze. W takich granatach możliwe jest uzyskanie dużej ilości elementów rażących z jednostki masy skorupy granatu posiadające niemal jednakową energię kinetyczną. Istnieją także pewne możliwości nadawania kulkom kierunku lotu poprzez odpowiednie skonstruowanie jego skorupy.